# Hamsterartade gnagare
Hamsterartade gnagare (Cricetidae) är en familj i däggdjursordningen gnagare som hör till underordningen råttartade gnagare. Familjen innefattar bland annat sorkar, hamstrar och olika gnagare från Nya världen.
På grund av morfologiska likheter antogs redan tidigt att dessa djur är släkt med varandra, men helt klart blev släktskapet först efter genetiska undersökningar.
Till familjen hör över 600 arter i Amerika och Eurasien. Med Microtus guentheri förekommer en art även i norra Afrika.

## Kännetecken
Arterna i familjen är ganska små. Storleken varierar från mellan 5 och 8 centimeter i längd och omkring 7 gram i vikt för släktet pygmémöss (Baiomys), till en längd på omkring 62 centimeter och en vikt på cirka 1,1 kilogram för bisam. 
Hos många arter finns en tät päls, men några arter är mer sparsamt behårade. Flera arter är brunaktiga på ovansidan och vitaktiga på buken, men det förekommer även flera andra färgsättningar, särskilt hos underfamiljerna hamstrar och sorkar.
Liksom råttdjur har Cricetidae anpassad sig till flera olika habitat, de lever i kalla arktiska regioner, i tropisk regnskog och i torra ökenområden. Några lever i träd och har en lång svans för att hålla balansen och andra lever delvis i vattnet och har förminskade yttre öron. Dessutom finns arter som lever under jorden eller på marken. Flera arter är nattaktiva, men det finns även de som främst är dagaktiva. Hos några arter är individerna ensamlevande och revirhävdande, medan de hos andra lever i små sociala grupper eller i större kolonier.
Även angående födan uppvisar arterna stor variation: både växtätare, allätare och insektsätare är kända. Alla har de stora framtänder och mellan dessa och de molara tänderna finns en större lucka. Med några få undantag är tandformeln för det största antalet arter I 1/1-C 0/0-P 0/0-M 3/3. Många arter är själva i sin tur viktiga byten för olika mindre rovdjur, som rävar och vesslor, samt för olika rovfåglar, som hökar och ugglor. Även ormar hör till familjens vanligare predatorer.
Populationer av medlemmar i familjen kan öka explosionsartat. Orsaken är deras korta dräktighet som varar från 15 till 50 dagar, samt ett större antal ungar per kull jämfört med andra däggdjur. Vanligen föds ungarna blinda, utan hår och utan förmåga att klara sig själva. Hos de flesta arter växer ungarna dessutom upp och blir självständiga ganska snabbt och ungdjuren kan i många fall själva fortplanta sig inom endast ett par månaders ålder.

## Systematik och evolution
Familjen uppkom i gamla världen under miocen. De anpassade sig snabba till flera olika habitat och förstorade sitt utbredningsområde över hela världen. Utvecklingsgrenen med sorkar och lämlar delade sig under pliocen från de övriga medlemmarna.
Systematiken för Cricetidae var länge omstridd och flera medlemmar listades tidigare till familjen råttdjur eller andra familjer i underordningen musliknande gnagare. Å andra sidan klassificerades tidigare flera taxa felaktig till Cricetidae, däribland mushamstrar (idag familjen Calomyscidae), ökenråttor (Gerbillinae), manråttan (Lophiomys imhausi) och vissa mullvadsråttor. Genetiska undersökningar av djurens DNA visade att dessa underfamiljer som listas nedan bildar en monofyletisk grupp och andra musliknande gnagare borde inte räknas till familjen.
Familjen består enligt de nämnda studierna av en utdöd underfamilj och fem levande underfamiljer med tillsammans cirka 112 släkten och omkring 580 levande arter.
- Sorkar (Arvicolinae)
- Hamstrar (Cricetinae)
- Neotominae
- Sigmodontinae
- Tylomyinae
- † Democricetodontinae

De tre sistnämnda nu levande underfamiljerna sammanfattas vanligen under namnet nya världens möss.